# Línea 95 (Buenos Aires)
La línea 95 es una línea de colectivos del Área Metropolitana de Buenos Aires. Une Colegiales con el Partido de Avellaneda. Esta línea cuenta con una flota de 55 coches.

## Recorridos

### Ramal 1
- IDA: De M. Argentinas 1400, Gral. Güemes (400-1000), C. Larralde (1100-600), A. Alsina (1000-1), Av. B. Mitre (700-200), Pte. Pueyrredón Nuevo, Av. Montes de Oca (1900-1800), Río Cuarto (1500-1400), I. La Católica (1900-1800), Iriarte (1500-2000), Vieytes (1400-800), Olavarría (2100 - 2000), José Aarón Salmún Feijóo (900-500), Brandsen (2000-2200), R. Carrillo (800-1), Salta (2200-2000), 15 de Noviembre (1300-2000), Combate. De los Pozos (1900-2100), Av. Caseros (2000-2300), Matheu (2100-1500), Pavón (2400-2200), Pasco (1500-1), Av. Rivadavia (2200-2300), Pasteur (1-700), Viamonte (2200-2100), J. E. Uriburu (700-1800), Av. G. Las Heras (2100-4200), Calzada Circ. Plaza Italia, Av. Santa Fe (4400-5100), A. J. Carranza (2400-1800), El Salvador (5800-6100), Conesa (1-300), Tte. Benjamín Matienzo (2900-3000), Hasta Zapiola al 250

- REGRESO:De Zapiola 250, Zapiola (300-1), Av. Dorrego (1800-1700), Gorriti (6000-5800), Dr. Emilio Ravignani (1600-2300), Paraguay (5500-5600), Arévalo (2300-2400), Av. Santa Fe (5300-4100), Calzada Circ. Plaza Italia, Av. G. Las Heras (4200-2300), Av. Pueyrredón (2000-1400), Juncal (2400-2200), Azcuénaga (1300-1), Matheu (1-400), Pichincha (400-2000), 15 de Noviembre (2300-2600), Av. Jujuy (1900-2100), Av. Caseros (2600-1400), R. Carrillo (1-700), Suárez (2100-2200), Vieytes (800-1200), Alvarado (2000-2100), San Antonio (400-500),. California (2100-1900), Herrera (1800-1900), Pte. Pueyrredón nuevo, Av. Belgrano (300-900), Italia (300-400), Colón (900-700), A. Alsina (400-1000), C. Larralde (600-1100), Gral. Güemes (1000-400), M. Argentinas 1400.

### Ramal 2
- IDA: De Lacarra 1100-1000, Gral. Güemes 1000-400, Gral. Belgrano 1500-1000, Arenales 200-1, Av. B. Mitre 1300-200, Pte. Pueyrredón nuevo, Av. Montes de Oca 1900-1800, Río Cuarto, 1500-1400, I. La Católica 1900-1800, Iriarte 1500-2000, Vieytes 1400-800, Olavarría 2100 - 2000, José Aarón Salmún Feijóo 900-500, Brandsen 2000-2200, R. Carrillo 800-1, Salta 200-1600, Av. J. De Garay 1200-2100, Pasco 1500-1, Av. Rivadavia 2200-2300, Pasteur 1-700, Viamonte 2200-2100, J. E. Uriburu 700-1800, Av. G. Las Heras 2100-4200, Plaza Italia, Av. Santa Fe 4400-5100, A. J. Carranza 2400-1800, El Salvador 5800-6100, Conesa 1-300, Tte. Benjamín Matienzo 2900-3000, Hasta Zapiola al 250

- REGRESO: Zapiola 250, Zapiola 300-1, Av. Dorrego 1800-1700, Gorriti 6000-5800, Dr. Emilio Ravignani 1600-2300, Paraguay 5500-5600, Arévalo 2300-2400, Av. Santa Fe 5300-400, Paza Italia, Av G. Las Hras 4200-200, Av. Peyrredón 200-1400, uncal 2400-2200, Azcuénaga 1300-1, Matheu 1-400, Pichincha 400-1400, Pavón 2200-1300, Santiago. Del Estero 1500-2000, R. Carrillo 1-700, Suárez 2100-2200, Vieytes 800-1200, Alvarado 2000-2100, San Antonio 400-500, California 2100-1900, Herrera 1800-1900, Pte. Pueyrredón nuevo, Av. Belgrano 300-900, Italia 300-400, Colón 900-700, A. Alsina 400-1000, C. Larralde 600-1100, Gral. Güemes 1000-400, M. Argentinas 1400

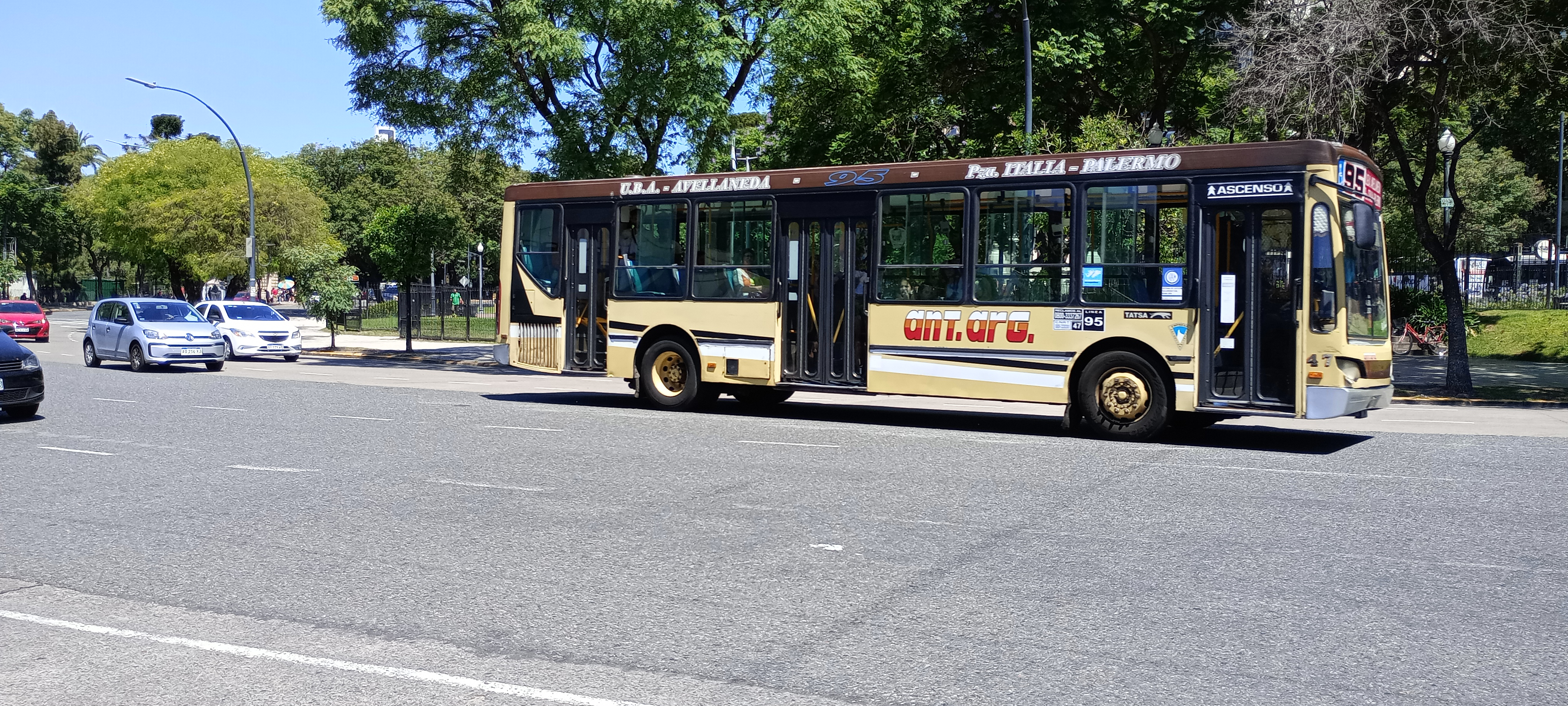
Ex interno 47, TATSA Puma D12 III.

## Flota

### Cantidad de coches con aire acondicionado

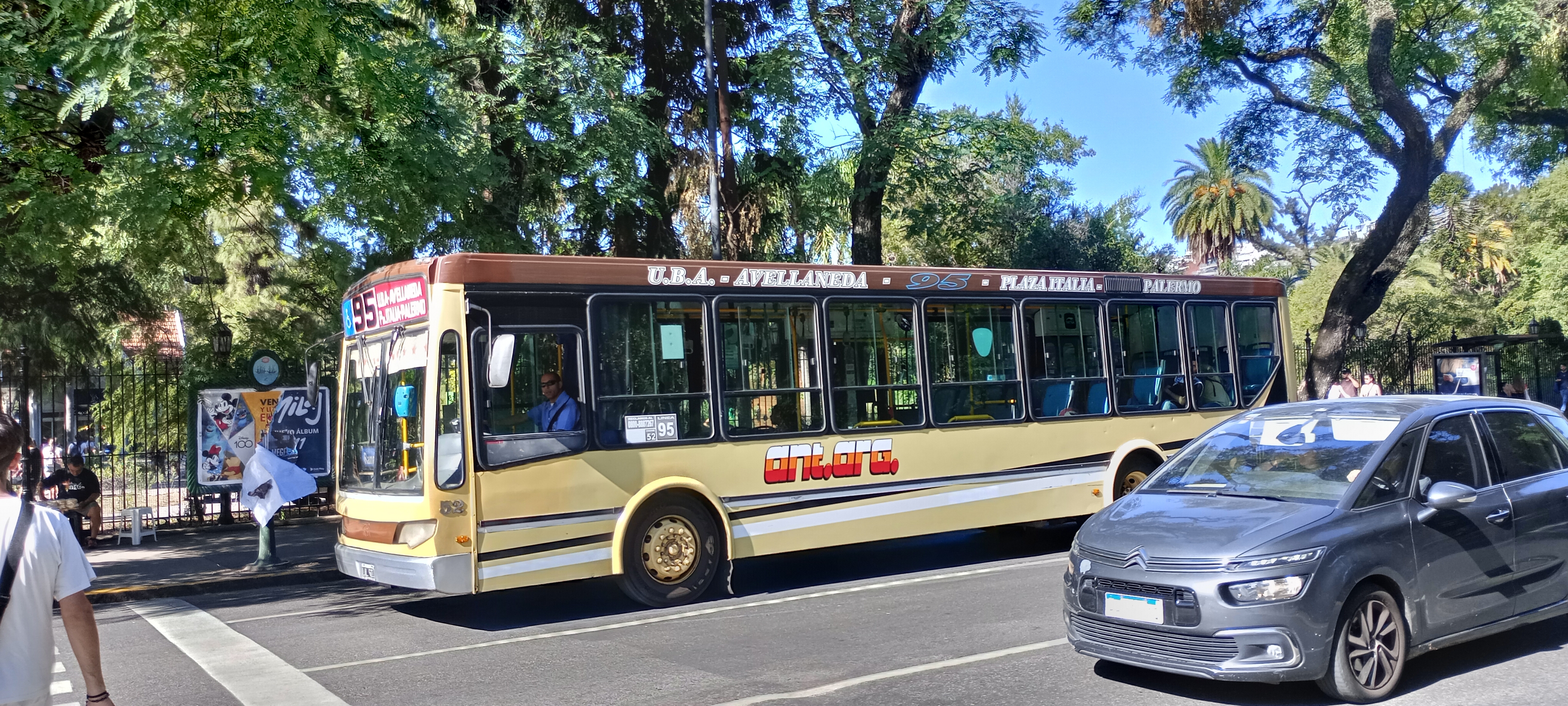
Ex interno 52.

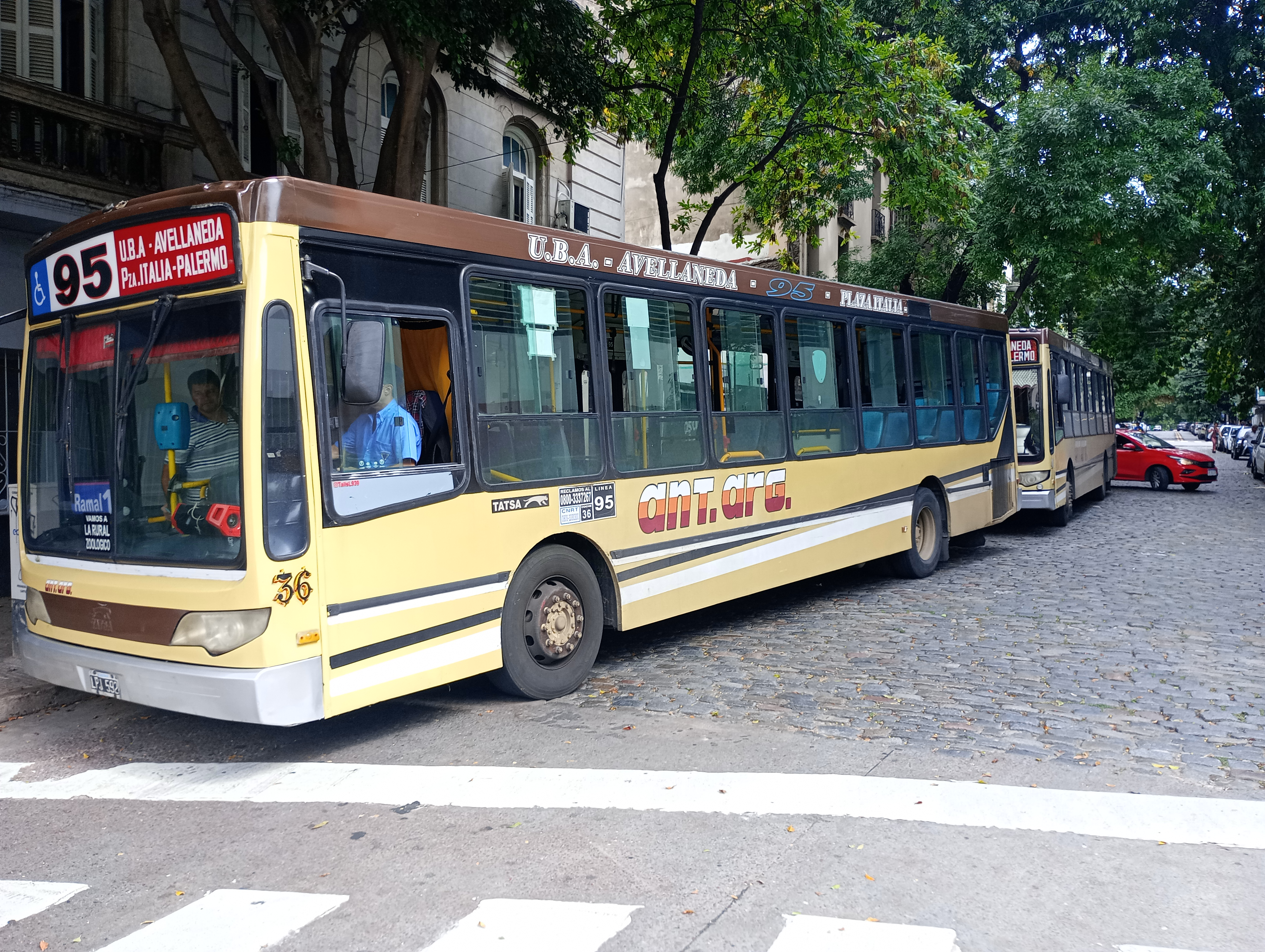
Ex interno 36.

Esta línea cuenta con 49 coches con aire acondicionado, los números de interno de los coches son los siguientes: 201,202, 204, 205, 206, 207, 209 209, 210, 211, 212, 213, 214, 215, 216, 217, 218, 219, 221, 222, 223, 224, 225, 226, 227 229, 230, 231, 232, 234, 235, 236, 238, 239, 240 241, 42, 243, 244, 245, 246, 247, 248, 249, 250, 251, 252, 253, 254 y 255

### Flota de la línea
| Número de interno | Carrocería y modelo               | Chasis                             | Chapa patente y año | De donde era la unidad                                                                  |  |
| ----------------- | --------------------------------- | ---------------------------------- | ------------------- | --------------------------------------------------------------------------------------- |  |
| 201               | Ugarte Europeo V                  | Mercedes Benz (OH1721L-SB con AA)  | AF 423 QU 2022      | - (Ex interno 69 de la 59)                                                              |  |
| 202               | Ugarte Europeo V                  | Mercedes Benz (OH1721L-SB con AA)  | AF 074 FP 2022      | - (Ex interno 36 de la 59)                                                              |  |
| 3                 | Interno vacante                   |                                    |                     |                                                                                         |  |
| 204               | La Favorita Favorito GR II        | Mercedes Benz OH1718L-SB/62        | PBS 005 2016        | Era el 51 de la Línea 34                                                                |  |
| 205               | Italbus Tropea IV                 | Mercedes Benz OH1721L-SB           | AF 074 FM 2022      | - (Ex interno 2 de la 59)                                                               |  |
| 206               | La Favorita Favorito GR I         | Mercedes Benz OH1618L-SB/55        | NLX 951 2014        | - (Ex 6 de la vieja administración)                                                     |  |
| 207               | La Favorita Favorito GR II AMG    | Mercedes Benz OH1621L-SB/55        | AF 398 EP 2022      | - (Ex 7 de la vieja administración)                                                     |  |
| 208               | Ugarte Europeo V                  | Mercedes Benz (OH1721L-SB con AA)  | AE 964 TU 2021      | - (Ex interno 61 de la 59)                                                              |  |
| 209               | La Favorita Favorito GR II        | Mercedes Benz OH1718L-SB/62        | OLG 239 2015        | Era el 25 de la 102                                                                     |  |
| 210               | Ugarte Europeo V                  | Mercedes Benz OH1721L-SB con AA    | AF 074 FR 2022      | - (Ex interno 20 de la 59)                                                              |  |
| 211               | Italbus Tropea IV                 | Mercedes Benz OH1721L-SB           | AF 074 FJ 2022      | - (Ex interno 31 de la 59)                                                              |  |
| 212               | La Favorita Favorito GR I         | Mercedes Benz OH1618L-SB/55        | NLX 952 2014        | - (Ex 12 de la vieja administración)                                                    |  |
| 213               | Italbus Tropea IV                 | Mercedes Benz OH1721L-SB           | AF 074 FI 2022      | - (Ex interno 67 de la 59)                                                              |  |
| 214               | Ugarte Europeo V                  | [Mercedes Benz OH1721L-SB con AA]  | AE 535 LZ 2020      | - (Ex interno 48 de la 59) Reemplaza a un Tatsa Puma D12 III Modelo 2012, ex 14         |  |
| 215               | [ La Favorita) Favorito GR II AMG | [Mercedes Benz OH1721L-SB con AA]  | AE 850 CD 2021      | - (Ex interno 3 de la 59) Reemplaza a un Tatsa Puma D10.5 II Modelo 2011 ex 15          |  |
| 216               | Ugarte Europeo V                  | Mercedes Benz OH1721L-SB con AA    | AF 313 EM 2022      | - (Ex interno 60 de la 59)                                                              |  |
| 217               | Ugarte Europeo V                  | [Mercedes Benz OH1721L-SB con AA]  | AF 233 LH 2022      | - (Ex interno 14 de la 59)                                                              |  |
| 218               | Ugarte Europeo IV                 | Mercedes Benz OH1618L-SB/55        | NVH 851 2014        | Era el 25, el 26 y el 42 de la Línea 34                                                 |  |
| 219               | Ugarte Europeo V                  | Mercedes Benz OH1721L-SB con AA    | AF 074 FO 2022      | - (Ex Interno 4 de la 59)                                                               |  |
| 20                | Interno vacante                   |                                    |                     |                                                                                         |  |
| 221               | Italbus Tropea III                | Mercedes Benz OH1618L-SB/55        | OVY 598 2015        | - (Ex 21 de la vieja administración)                                                    |  |
| 222               | Nuovobus Citta                    | Mercedes Benz OH1721L-SB/62        | AF 038 WR 2021      | - ex interno 22 de la vieja administración                                              |  |
| 223               | Metalpar Iguazú II                | Mercedes Benz OH1718L-SB/62        | NUZ 590 2014        | Era el 2 de la Línea 34, el 6 y el 104 de la Línea 59                                   |  |
| 224               | Ugarte Europeo V                  | Mercedes Benz [OH1721L-SB con AA]  | AE 571 FA 2020      | - (Ex interno 75 de la 59) Reemplaza a un Metalpar Iguazu II modelo 2011 ex interno 24  |  |
| 225               | La Favorita Favorito GR AMG       | Mercedes Benz OH1621L-SB/55        | AG 512 JM 2024      | - (Ex 25 de la vieja administración)                                                    |  |
| 226               | Nuovobus Cittá                    | Mercedes Benz OH1721L-SB con AA    | AF 313 EX 2022      | - (Ex interno 78 de la 59) Reemplaza a un Bimet Corwin modelo 2011, ex 26               |  |
| 227               | Ugarte Europeo V                  | Mercedes Benz [OH1721L-SB con AA]  | AF 262 CY 2022      | - (Ex interno 54 de la 59)                                                              |  |
| 228               | Interno vacante                   |                                    |                     |                                                                                         |  |
| 229               | La Favorita Favorito GR II AMG    | Mercedes Benz OH1621L-SB/55        | AF 377 CC 2022      | - (Ex 29 de la vieja administración)                                                    |  |
| 230               | Ugarte Europeo V                  | Mercedes Benz [OH1721L-SB con AA]  | AF 338 XY 2022      | - (Ex interno 70 de la 59)                                                              |  |
| 231               | La Favorita Favorito GR I         | Mercedes Benz OH1618L-SB/55        | NGB 985 2014        | - (Ex 31 de la vieja administración)                                                    |  |
| 232               | La Favorita Favorito GR II AMG    | Mercedes Benz OH1621L-SB/55        | AF 265 QA 2022      | - (Ex 32 de la vieja administración)                                                    |  |
| 233               | Ugarte Europeo V                  | Mercedes Benz [OH1721L-SB con AA]  | AF 341 FT 2022      | - (Ex interno 80 de la 59)                                                              |  |
| 234               | Metalpar Iguazú II                | Mercedes Benz OH1621L-SB/55        | AA 190 UM 2016      | - (Ex interno 34 de la vieja administración)                                            |  |
| 235               | Italbus Tropea IV                 | Mercedes Benz OH1721L-SB           | AF 074 FK 2022      | - (Ex interno 87 de la 59)                                                              |  |
| 236               | Ugarte Europeo V                  | Mercedes Benz [OH1721L-SB con AA]  | AF 341 FA 2022      | - (Ex interno 65 de la 59)                                                              |  |
| 37                | Interno vacante                   |                                    |                     |                                                                                         |  |
| 238               | Ugarte Europeo V                  | [Mercedes Benz OH1721L-SB con AA]  | AE 964 TW 2021      | (Ex interno 104 de la 59) reemplaza a un Ugarte europeo modelo 2011, ex 38.             |  |
| 239               | Nuovobus Cittá                    | Mercedes Benz OH1721L-SB con AA    | AF 338 XX 2022      | -(Ex interno 107 de la 59) Reemplaza a un Tatsa Puma D12 III Modelo 2011, ex interno 39 |  |
| 240               | Ugarte Europeo V                  | [Mercedes Benz OH1721L-SB con AA]  | AF 262 CN 2022      | - (Ex interno 47 de la 59)                                                              |  |
| 241               | La Favorita Favorito GR II        | Mercedes Benz OH1618L-SB/55        | PEJ 036 2016        | Era el 11 de la Línea 64                                                                |  |
| 42                | Nuovobus Menghi                   | Mercedes Benz OH1718L-SB/62        | NLN 528 2014        | Era el 255 de la Línea 124, el 50 y el 37 de la Línea 12                                |  |
| 243               | Italbus Tropea III                | Mercedes Benz OH1618L-SB/55        | OVY 597 2015        | - (Ex 43 de la vieja administración)                                                    |  |
| 244               | Ugarte Europeo V                  | [Mercedes Benz OH1721L-SB con AA]  | AF 233 LZ 2022      | - (Ex interno 50 de la 59) Reemplaza a un La Favorita Favorito GR Modelo 2011 ex 44     |  |
| 245               | Ugarte Europeo V                  | [Mercedes Benz OH1721L-SB con AA]  | AF 233 LG 2022      | - (Ex interno 19 de la 59)                                                              |  |
| 246               | Ugarte Europeo V                  | [Mercedes Benz OH1721L-SB con AA]  | AF 233 LY 2022      | - (Ex interno 46 de la 59)                                                              |  |
| 247               | Ugarte Europeo V                  | [Mercedes Benz](OH1721L-SB con AA) | AE 881 FZ 2020      | - (Ex interno 64 de la 59)                                                              |  |
| 248               | Ugarte Europeo V                  | [Mercedes Benz](OH1721L-SB con AA) | AE 571 FC 2020      | - (Ex interno 57 de la 59) reemplaza a un Tatsa Puma D12 III Modelo 2012, ex interno 48 |  |
| 249               | Ugarte Europeo V                  | [Mercedes Benz](OH1721L-SB con AA) | AF 313 EE 2022      | - (Ex interno 58 de la 59)                                                              |  |
| 250               | Ugarte Europeo V                  | [Mercedes Benz](OH1721L-SB con AA) | AF 111 VC 2022      | - (Ex interno 34 de la 59)                                                              |  |
| 251               | Ugarte Europeo V                  | (Mercedes Benz OH1721L-SB con AA)  | AE 624 OI 2021      | - (Ex interno 62 de la 59) Reemplaza a un Tatsa Puma D12 III Modelo 2012, ex int. 51    |  |
| 252               | Ugarte Europeo V                  | (Mercedes Benz OH1721L-SB con AA)  | AF 423 QW 2022      | - (Ex interno 108 de la 59)                                                             |  |
| 253               | Ugarte Europeo V                  | (Mercedes Benz OH1721L-SB con AA)  | AE 928 MJ 2021      | - (Ex interno 18 de la 59) Reemplaza a un Tatsa Puma D12 III Modelo 2013, ex 53         |  |
| 254               | Metalpar Iguazú II                | Mercedes Benz OH1718L-SB/62        | OCS 278 2015        | Era el 14, el 64 y el 4 de la Línea 34 ex 54 de la vieja administración                 |  |
| 255               | La Favorita Favorito GR I         | Mercedes Benz OH1618L-SB/55        | NGB 983 2014        | - (Ex 55 de la vieja administración)                                                    |  |

Flota actualizada el día 4/8/2025 hecha por Gabriel Mazzei 

#### Antigüedad de la flota
| Año: | Cantidad de coches | Número de interno de los coches |
| ---- | ------------------ | --- |
|      |                    | |
|      |                    | |
|      |                    | |
| 2014 | 7                  | 206, 212, 218, 223, 231, 254 y 255 |
| 2015 | 4                  | 209, 221, 42, 243 |
| 2016 | 3                  | 204, 234 y 241 |
| 2020 | 3                  | 214, 224, 248 |
| 2021 | 5                  | 208, 238, 247, 251, 253 |
| 2022 | 27                 | 201, 202, 207, 210, 211, 213, 215, 216, 217, 219, 222, 226, 227, 229, 230, 232, 233, 235, 236, 239, 240, 244, 245, 246, 249, 250, 252 |
| 2024 | 1                  | 225 |

##### Carrocería de los coches

###### Chasis
| Carrocería: | Cantidad de coches | Número de interno de los coches                                                                                                  |
| ----------- | ------------------ | --- |
| La Favorita | 12                 | 204, 206, 207, 209, 12, 215, 225, 229, 231, 232, 241 y 255                                                                       |
| Metalpar    | 3                  | 223, 234 y 254 |
| Ugarte      | 25                 | 201, 202, 208, 210, 214, 216, 217, 218, 219, 224, 227, 230, 233, 236, 238, 240, 244, 245, 246, 247, 248, 249, 250, 251, 252, 253 |
| Italbus     | 6                  | 205, 211, 213, 221, 235 y 243 |
| Nuovobus    | 4                  | 222, 226, 239 y 42 |